# Mancuso (serial telewizyjny)
Mancuso (ang. Mancuso, F.B.I., 1989–1990) – amerykański serial sensacyjny stworzony przez Steve’a Sohmera.

## Emisja
Światowa premiera serialu miała miejsce 13 października 1989 r. na kanale NBC. Ostatni odcinek został wyemitowany 24 kwietnia 1990 r. W Polsce serial nadawany był dawniej w telewizji TVN.

## Obsada
- Robert Loggia jako Nick Mancuso (wszystkie 20 odcinków)[1]
- Randi Brooks jako Jean St. John (11)
- Frederic Lehne jako Eddie McMasters (20)
- Charles Siebert jako dr Paul Summers
- Lindsay Frost jako Kristen Carter (20)
- Drew Pillsbury jako Matt Froelich (6)
- Jak Castro jako agent FBI (5)
- Dan Lipe jako agent FBI (5)
- Jason Lively jako Jason Lively (3)
- Milt Tarver jako senator Baines (3)
- Ken Jenkins (3)
- Charles Siebert jako dr Paul Summers (2)
- Earl Billings (2)
- Tony Winters jako żandarm w bramie wjazdowej (2)
- Dori Brenner (2)
- Jordan Charney jako Jiri (2)
- Murphy Cross (2)
- Gregg Daniel (2)
- Michael Ensign jako Eric (2)
- Steven M. Gagnon jako sierż. Connelly (2)
- Janet Gunn jako asystentka senatora (2)

## Spis odcinków
| N/o            | Tytuł angielski                  |
| -------------- | -------------------------------- |
|                |                                  |
| SERIA PIERWSZA |                                  |
|                |                                  |
| 01             | Suspicious Minds                 |
|                |                                  |
| 02             | Racial Matters                   |
|                |                                  |
| 03             | Little Saigon                    |
|                |                                  |
| 04             | Conflict of Interest             |
|                |                                  |
| 05             | I Cover The Waterfront           |
|                |                                  |
| 06             | Weapons-Grade                    |
|                |                                  |
| 07             | Betrayal                         |
|                |                                  |
| 08             | Classified                       |
|                |                                  |
| 09             | Murder of Pearl                  |
|                |                                  |
| 10             | Conspiracy                       |
|                |                                  |
| 11             | Shall We Gdansk?                 |
|                |                                  |
| 12             | Ahami Awry Kidnapped             |
|                |                                  |
| 13             | Shiva Me Timbers                 |
|                |                                  |
| 14             | Kiss The Girls And Make Them Die |
| 15             | Kiss The Girls And Make Them Die |
|                |                                  |
| 16             | Death And Taxes                  |
|                |                                  |
| 17             | Daryl Ross & The Supremes        |
|                |                                  |
| 18             | Night of The Living Shred        |
|                |                                  |
| 19             | Premature Congratulations        |
|                |                                  |
| 20             | Adamant Eve                      |
|                |                                  |